# Counter-Strike Nexon: Zombies
Counter-Strike Nexon: Zombies é um jogo de tiro em primeira pessoa online desenvolvido pela Nexon em parceria com a Valve.
Foi lançado oficialmente em 7 de outubro de 2014 para o Windows. O jogo mistura a jogabilidade clássica da série de shooters com modos de combate contra zumbis.

## Sobre

### Modos de jogo

#### Classic
- Basic (Ativo) e única opção de jogo equilibrado.
- Deathmatch (Abandonado)
- Team Deathmatch Ainda ativo más impossivel de jogar sem as cheat gun.
- Gun Deathmatch (recomendado)

#### Zombie Infection
- Zombie Original (Abandonado)
- Zombie Mutation (Abandonado)
- Zombie Hero (Afetado pela abordagem pay to win)

#### Scenario
- Zombie Scenario (Foi a melhor forma de evoluir entre 2015 a 2018, início de 2019 passou por reformualção e atualmente não distribui itens relevantes ao progresso do jogo)
- Human Scenario (Abandonado) OBS: já não era útil desde 2014, não passou por nenhuma forma de melhoria.

#### Fun
- Hidden (Abandonado)
- Bazooka Battle (Raro)
- Soccer (Raro)
- Challenge (Abandonado)
- Item Battle (Abandonado)

Studio Mode (2017) Sistema onde o úsuário pode criar seus proprios mapas ao estilo minecraft, foi bem recebido, más devido a bugs relatados e corrupção na escolha dos melhores criadores passou a ser irrelevante como modo de jogo viável, recomendo pois é interessante, más não irá conseguir jogadores para testes.

#### PvPvE
- Battle Rush (Abandonado)
- Beast  (Abandonado)
- Zombie Escape (Raramente se encontra jogadores para uma partida)
- Zombie Shelter (Abandonado)

### Mapas
O game inclui os mapas originais de Counter-Strike e Counter-Strike: Condition Zero com suporte a bot. Há mais de 50 mapas disponíveis na CSN: Z que apoiam todos os modos de jogo.

### Armas
Ao contrário de Counter-Strike Online, armas no CSN: Z são distribuídas de forma diferente. Armas clássicas de Counter-Strike são dadas gratuitamente para os jogadores enquanto as novas armas só podem ser obtidas através de eventos.(2018) existe agora armas editadas douradas, e vermelhas, com dano, precisão e etc editadas para a criação do modo "new classic" e outros modos, com isso o jogo acabou se inclinando ao pay to win.
Crafting
Crafting é um site localizado no lobby do jogo para a fabricação de novas armas. Os jogadores devem coletar materiais engrenagens e blueprints de durabilidade através de um jogo e montá-las. CSN: Z não introduziu o sistema de ponto de jogo de Counter-Strike: Source e o Crafting nem sempre é bem sucedido (2019) Passou por modificações, foi modificado para se adequar a abordagem de decodificadores com intuito de limitar acesso a armas obrigando o jogador a buscar as armas atualmente conhecidas "cheat gun", o jogo tambem criou novos tipos de armas onde se desmonta uma arma adquirida por decodificador para upgrade geralmente 6 armas.
Leilões de Armas (2019) leilão especifico para armas de decodificadores, algumas ocasiões se encontra armas crafiting (2014) geralmente é motivo de piada por alguns jogadores pois maioria possuem em excedente tais armas de decodficadores, usualmente são vendidas a preço baixo para desaforgar inventário, leilão é cohecido também por ser arbitrário, armas que possuem atributos excelentes são obrigadas a serem disponibilizadas por preço infimo 700 máximo 1000, e armas que não possuem procura a preços pesados a partir de 24 mil, existe também leilão de partes "Gun boost part", usualmente ninguém se interessa.
Eventos Eventos criados com intuito de venda de decodificadores, quanto mais se usa esses decodificadores mais fácil fica receber algum iten ou arma cheat gun.
OBSERVAÇÃO (2019) Atualmente o jogo passa pela abordagem "Pay to win" com isso passou a sofrer com partidas injustas e toxicas (com palavrões) onde quem não compra o que a administração atual quer não conseguirá proceguir evoluindo no jogo, essa abordatem prejudicial começou a negativar os servidores, além da crescente insatisfação com eventos voltados puramente a propaganda de "Cheat Gun" atualmente (2019) as mais comuns e  visivelmente as que batem recordes de reclamações por serem incapacitantes ao gameplay atual "AUG guardian, Python Desperado, Blade Runeblade, Star Chaser, Infinite laser Fist, Boucer" existe também constante tentativa de apagar as reclamações do site steam, e premiações por silêncio sobre bugs e cheaters, sem mais o que dizer além do óbvio que administração demonstra um visivel desrespeito pelo usuário.